# Coppa della Macedonia del Nord di pallacanestro maschile
La Coppa della Macedonia del Nord di pallacanestro è un trofeo nazionale macedone organizzato per la prima volta nel 1993.

## Albo d'oro
- 1993  Rabotnički Skopje
- 1994  Rabotnički Skopje
- 1995  Kočani Delikates
- 1996  MZT Skopje
- 1997  MZT Skopje
- 1998  Rabotnički Skopje
- 1999  MZT Skopje
- 2000  MZT Skopje
- 2001  Gostivar
- 2002  Gostivar
- 2003  Rabotnički Skopje
- 2004  Rabotnički Skopje
- 2005  Rabotnički Skopje
- 2006  Rabotnički Skopje
- 2007  Vardar
- 2008  Kavadarci
- 2009  AMAK SP Ohrid
- 2010  Kavadarci
- 2011  Rabotnički Skopje
- 2012  MZT Skopje
- 2013  MZT Skopje
- 2014  MZT Skopje
- 2015  Rabotnički Skopje
- 2016  MZT Skopje
- 2017  Karpoš Sokoli
- 2018  MZT Skopje
- 2019  Rabotnički Skopje
- 2020 non disputata
- 2021  MZT Skopje
- 2022  TFT Skopje
- 2023  MZT Skopje
- 2024  MZT Skopje

## Vittorie per club
| Squadra           | Vittorie | Anni                                                                   |
| ----------------- | -------- | ---------------------------------------------------------------------- |
| MZT Skopje        | 12       | 1996, 1997, 1999, 2000, 2012, 2013, 2014, 2016, 2018, 2021, 2023, 2024 |
| Rabotnički Skopje | 10       | 1993, 1994, 1998, 2003, 2004, 2005, 2006, 2011, 2015, 2019             |
| Gostivar          | 2        | 2001, 2002                                                             |
| Kavadarci         | 2        | 2008, 2010                                                             |
| Kočani Delikates  | 1        | 1995                                                                   |
| Vardar            | 1        | 2007                                                                   |
| AMAK SP Ohrid     | 1        | 2009                                                                   |
| Karpoš Sokoli     | 1        | 2017                                                                   |
| TFT Skopje        | 1        | 2022                                                                   |